# Пало (Ајова)
Пало (енгл. Palo) град је у америчкој савезној држави Ајова. По попису становништва из 2010. у њему је живело 1.026 становника.

## Демографија
Према попису становништва из 2010. у граду је живело 1.026 становника, што је 412 (67,1%) становника више него 2000. године.
| Група             | 2000.       | 2010.       |
| Белци             | 604 (98,4%) | 988 (96,3%) |
| Афроамериканци    | 1 (0,2%)    | 5 (0,5%)    |
| Азијати           | 1 (0,2%)    | 3 (0,3%)    |
| Хиспаноамериканци | 4 (0,7%)    | 14 (1,4%)   |
| Укупно            | 614         | 1.026       |